# Balatonakali
Balatonakali (1954-ig: Akali) község Veszprém vármegyében, a Balatonfüredi járásban.

## Fekvése
A Balaton északi partján fekszik. A közvetlenül határos települések: észak felől Dörgicse, kelet felől Balatonudvari, nyugat felől Zánka, északnyugat felől pedig Tagyon és Szentantalfa; nagyon kevés híja van annak, hogy nem határos még északon, külterületeik révén az amúgy távolabb fekvő Balatoncsicsóval is.
Természeti adottsága a Balaton gazdag halállománya, a dús vízparti legelők, és a vadban gazdag part menti erdők. A mediterrán jellegű éghajlat kedvez a szőlőtermesztésnek is.
Üdülőfalu, alig hétszáz állandó lakosa van, de az üdülőszezonban a helyi népesség lélekszáma akár a húszezret is meghaladhatja. A község területén 10 ifjúsági tábor, gondozott strand, parti sétány, kikötő és 3 nemzetközi kemping is van. Nyaranta a település kulturális programokat, horgász- és vízi sport lehetőségeket is kínál a turistáknak. A vendéglők magyaros ízekkel és a táj híres boraival fogadják a látogatókat, akik magánszállásokat is igénybe vehetnek.

### Megközelítése
A településen végighúzódik a 71-es főút, autóval keleti és nyugati irányból is ez a legegyszerűbb megközelítési útvonala. Északi irányban itt ágazik ki a főútból a 7338-as út, amely Dörgicse és Pécsely érintésével Balatonszőlősig vezet. 
Áthalad Balatonakalin a Börgönd–Szabadbattyán–Tapolca-vasútvonal is, a falu vasútállomása a Balatonakali-Dörgicse vasútállomás, mely az ófalu déli szélén helyezkedik el, nem messze a tó partjától; közúton csak önkormányzati utakon közelíthető meg a 71-es belterületi szakasza felől.

## Története
A település Szent István király korától az 1950-es megyerendezésig Zala vármegyéhez tartozott.
A terület az őskortól lakott. Évszázadokon keresztül kelták és rómaiak éltek itt, a római korban Pannónia provincia része volt.
Az Árpád-korban Dörgicse részeként a fehérvári uradalomhoz tartozott. A legrégebbről, 1055-ből fennmaradt írásban Dergecheként említik. Szent István király a Szent Korona és a koronázási jelvények őrizetét a fehérvári őrkanonokokra bízta, akik e szolgálataikért hatalmas birtokokat kaptak, köztük e települést is.
A török hódoltság alatt a falu elpusztult, és kétszáz évig lakatlan maradt. 1807-ben I. Ferenc király a piarista rendnek adományozta a területet, s a rend ismét betelepítette, és egészen az 1945-ös földosztásig a tulajdonosa is maradt.
Balatonakaliba költöztették Ság-puszta lakóit is, amikor ott elkezdték építeni a zánkai gyermek- és ifjúsági üdülőt.
A valaha egyutcás Akali mára üdülőfaluvá fejlődött.

## Közélete

### Polgármesterei
- 1990–1994: Tóth István (független)[3]
- 1994–1998: Tóth István (független)[4]
- 1998–2002: Ordódy Józsefné (független)[5]
- 2002–2006: Ordódy Józsefné (független)[6]
- 2006–2010: Kemendy Miklós (független)[7]
- 2010–2014: Koncz Imre (független)[8]
- 2014–2019: Koncz Imre (független)[9]
- 2019–2024: Koncz Imre (független)[10]
- 2024– : Koncz Imre (független)[1]

## Népesség
A település népességének változása:
| Lakosok száma | 644  | 647  | 658  | 711  | 638  | 690  | 686  |
|               | 2013 | 2014 | 2015 | 2021 | 2022 | 2023 | 2024 |

A 2011-es népszámlálás idején a lakosok 76%-a magyarnak, 2,9% németnek, 0,2% cigánynak mondta magát (23,6% nem nyilatkozott; a kettős identitások miatt az végösszeg nagyobb lehet 100%-nál). A vallási megoszlás a következő volt: római katolikus 45,6%, református 6,2%, evangélikus 6,2%, görögkatolikus 0,6%, felekezeten kívüli 6,7% (34,3% nem nyilatkozott).
2022-ben a lakosság 91,5%-a vallotta magát magyarnak, 2,4% németnek, 0,3% ukránnak, 0,2-0,2% cigánynak, lengyelnek, bolgárnak és szlováknak, 3,3% egyéb, nem hazai nemzetiségűnek (8% nem nyilatkozott; a kettős identitások miatt a végösszeg nagyobb lehet 100%-nál). Vallásuk szerint 38,7% volt római katolikus, 7,8% református, 4,5% evangélikus, 0,5% görög katolikus, 0,2% ortodox, 0,3% egyéb keresztény, 1,4% egyéb katolikus, 9,6% felekezeten kívüli (36,4% nem válaszolt).

## Nevezetes szülöttei
Balatonakalin született Molnár József geológus.

## Képgaléria

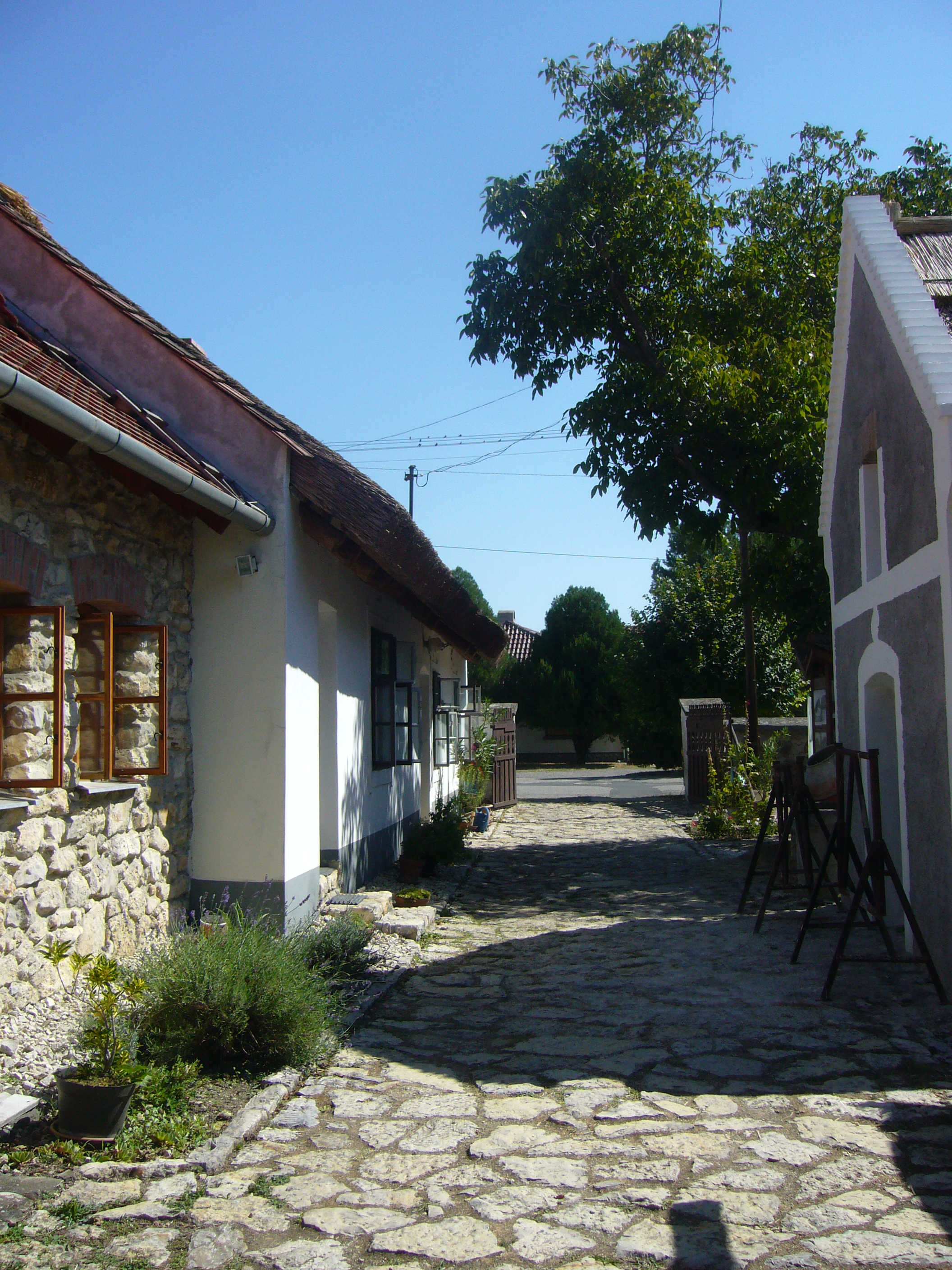
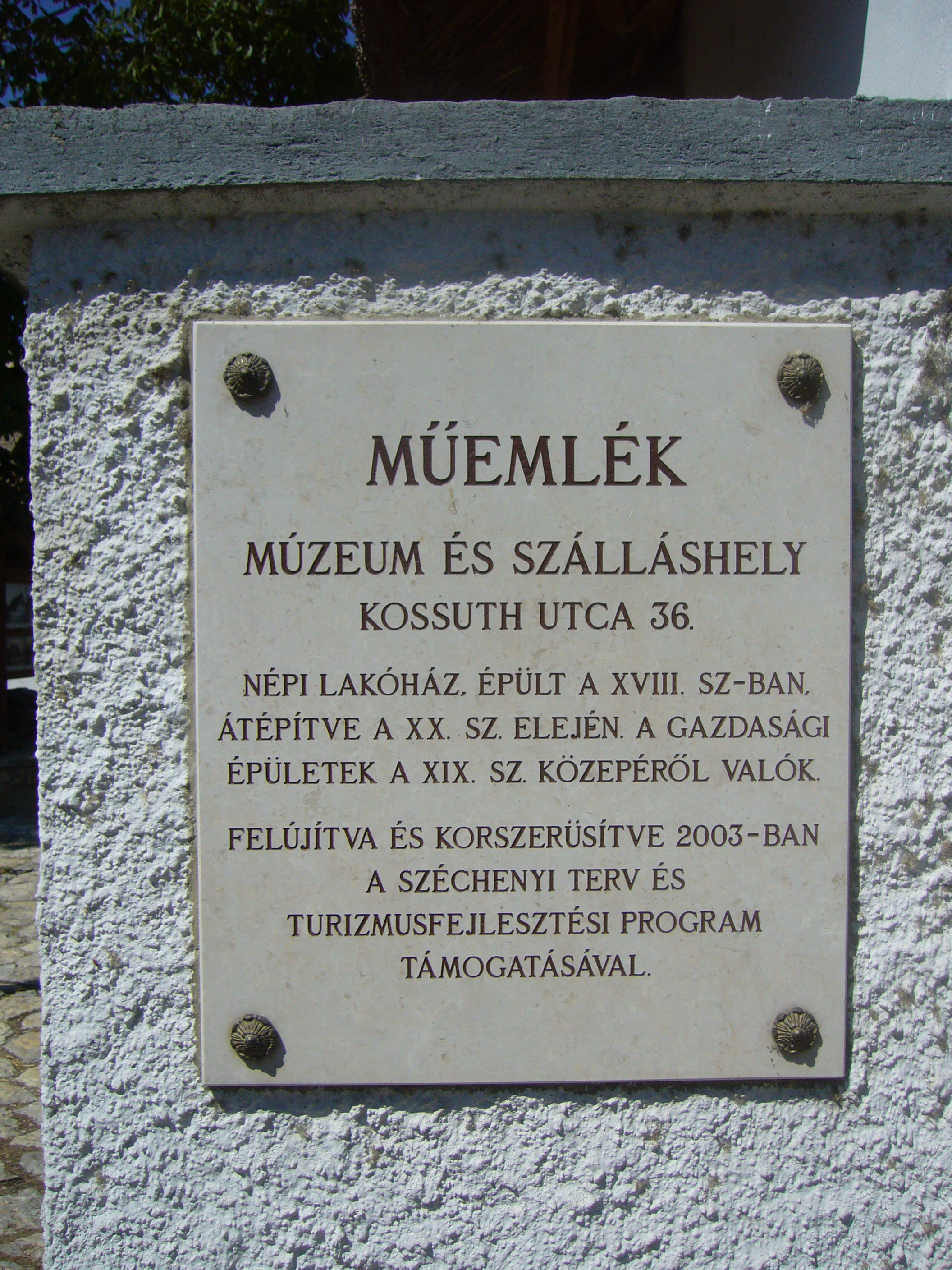
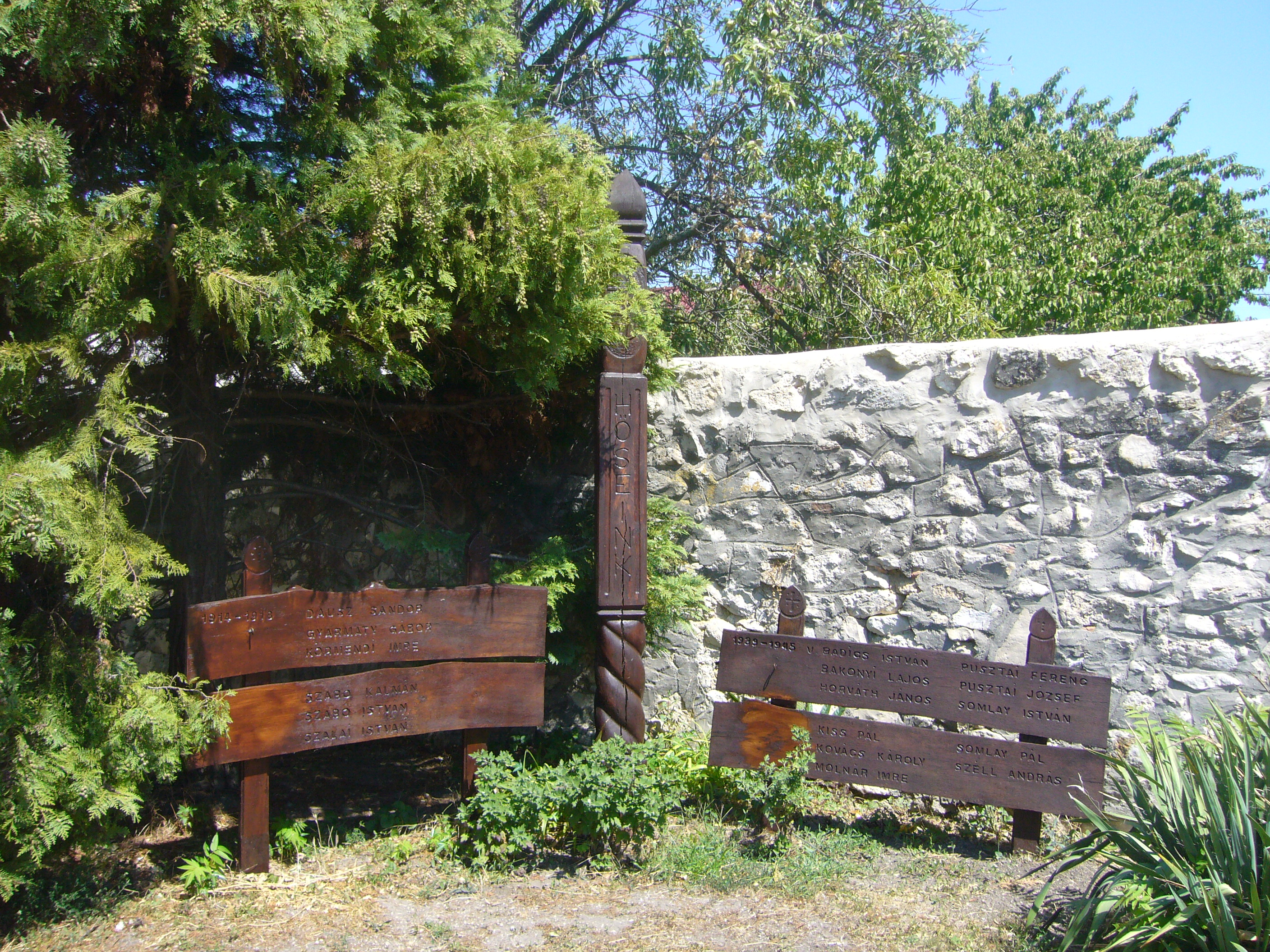
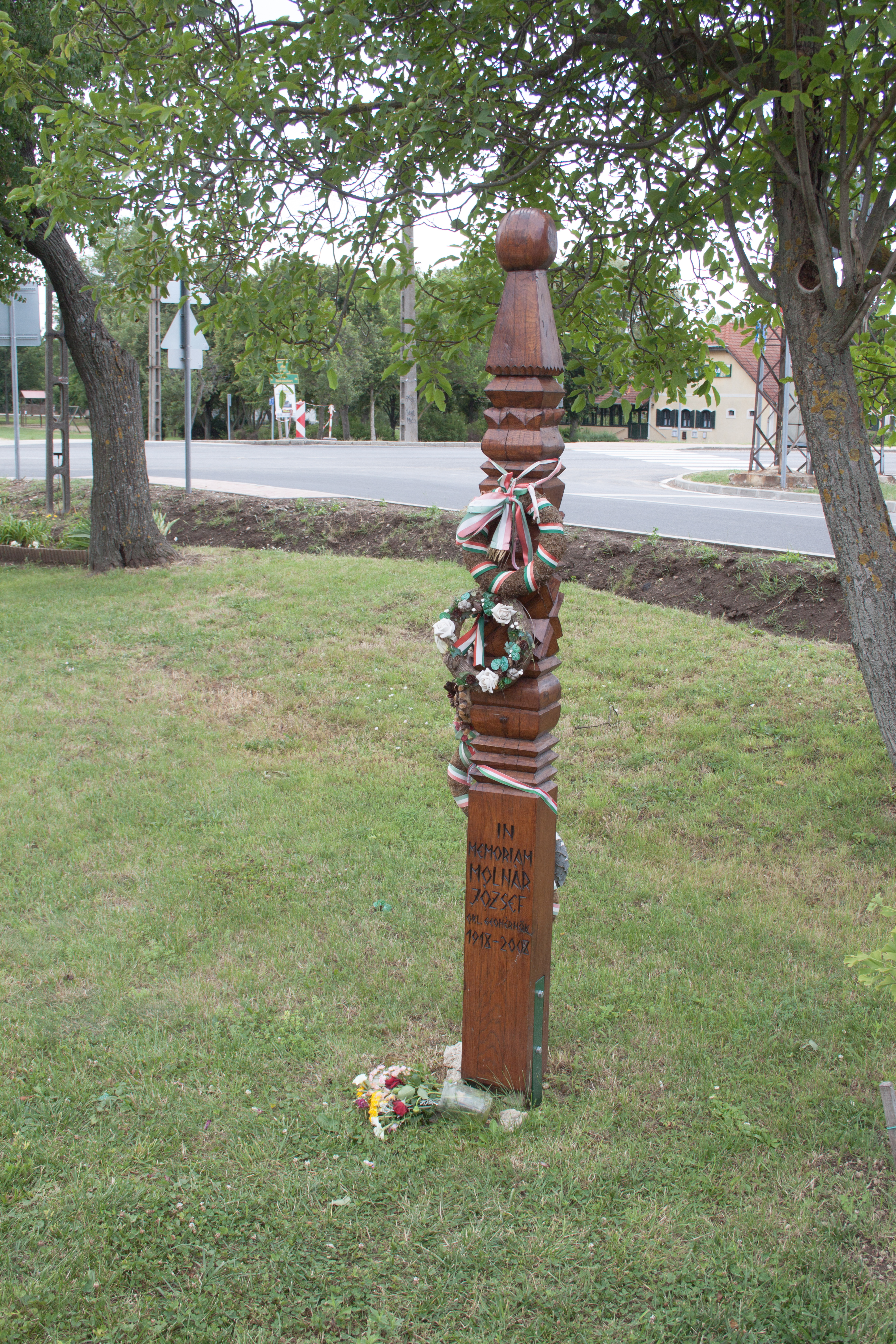
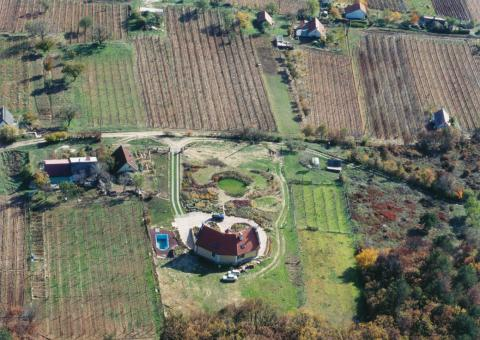
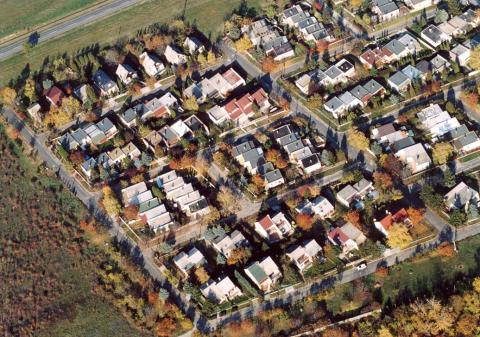
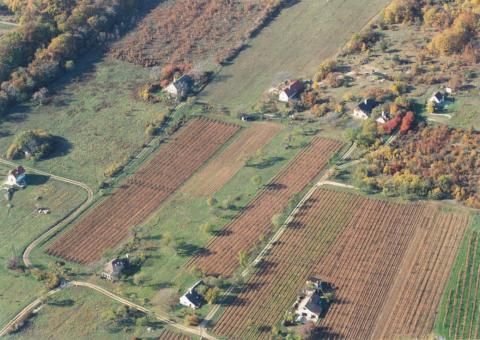
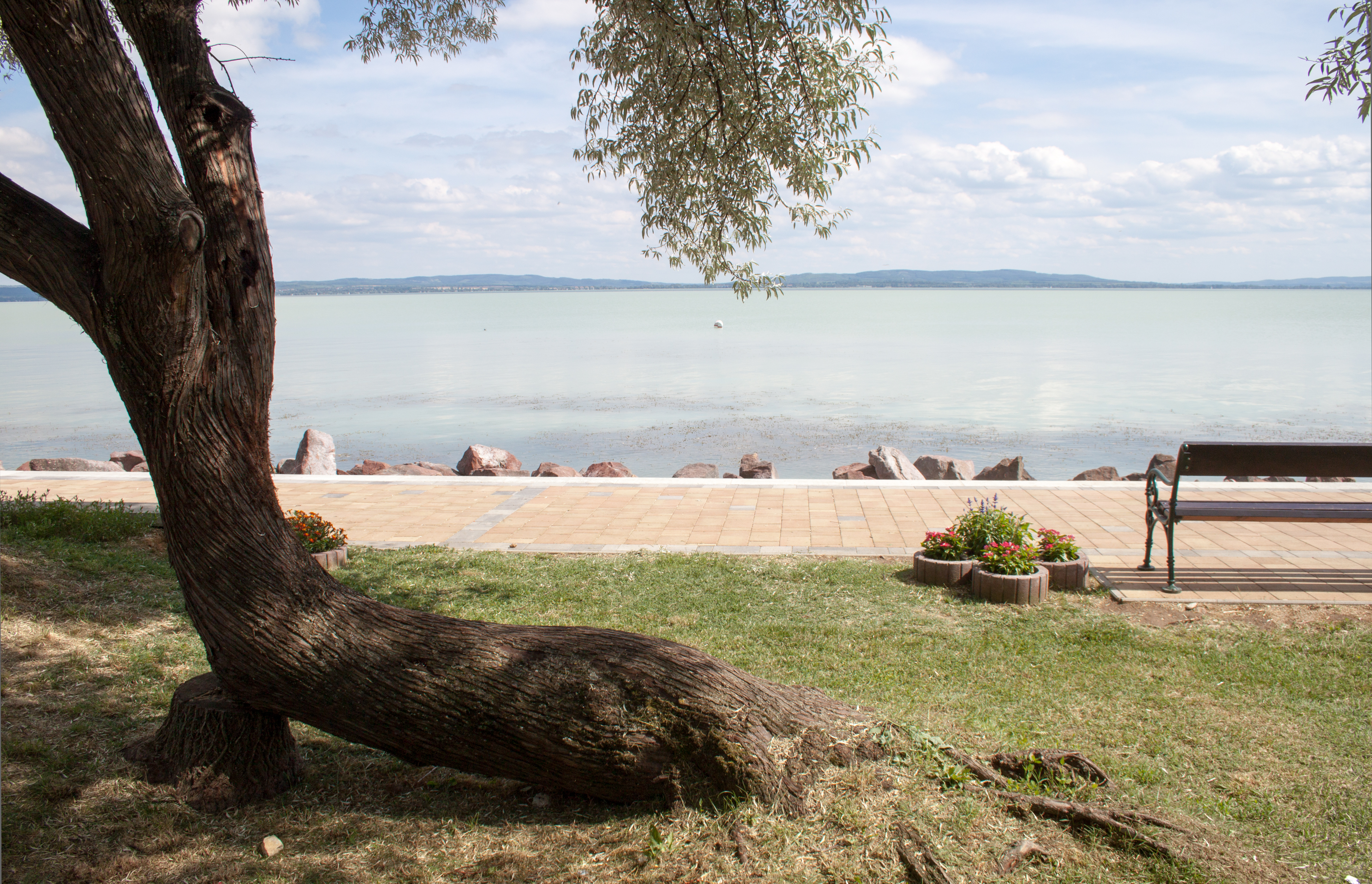
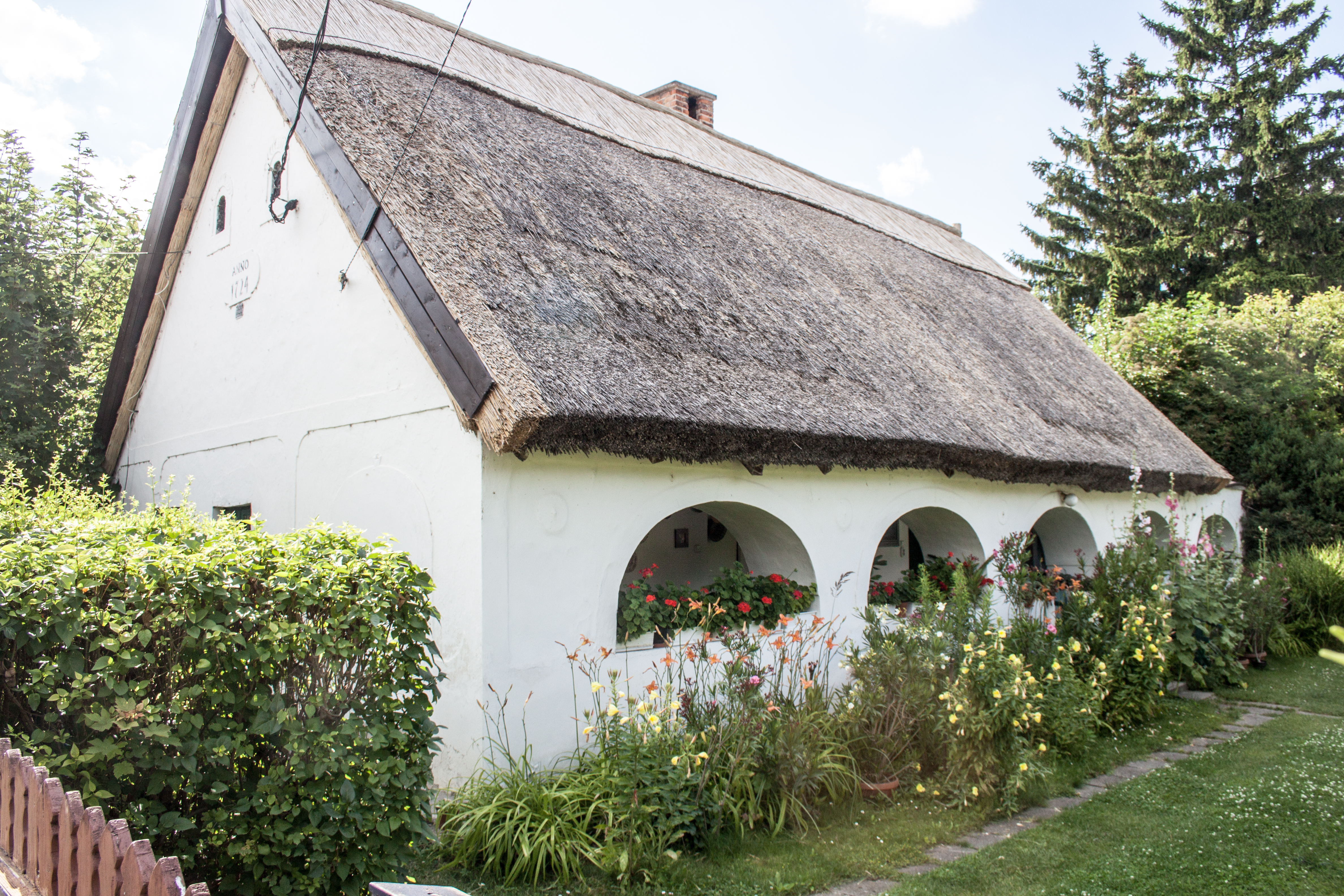
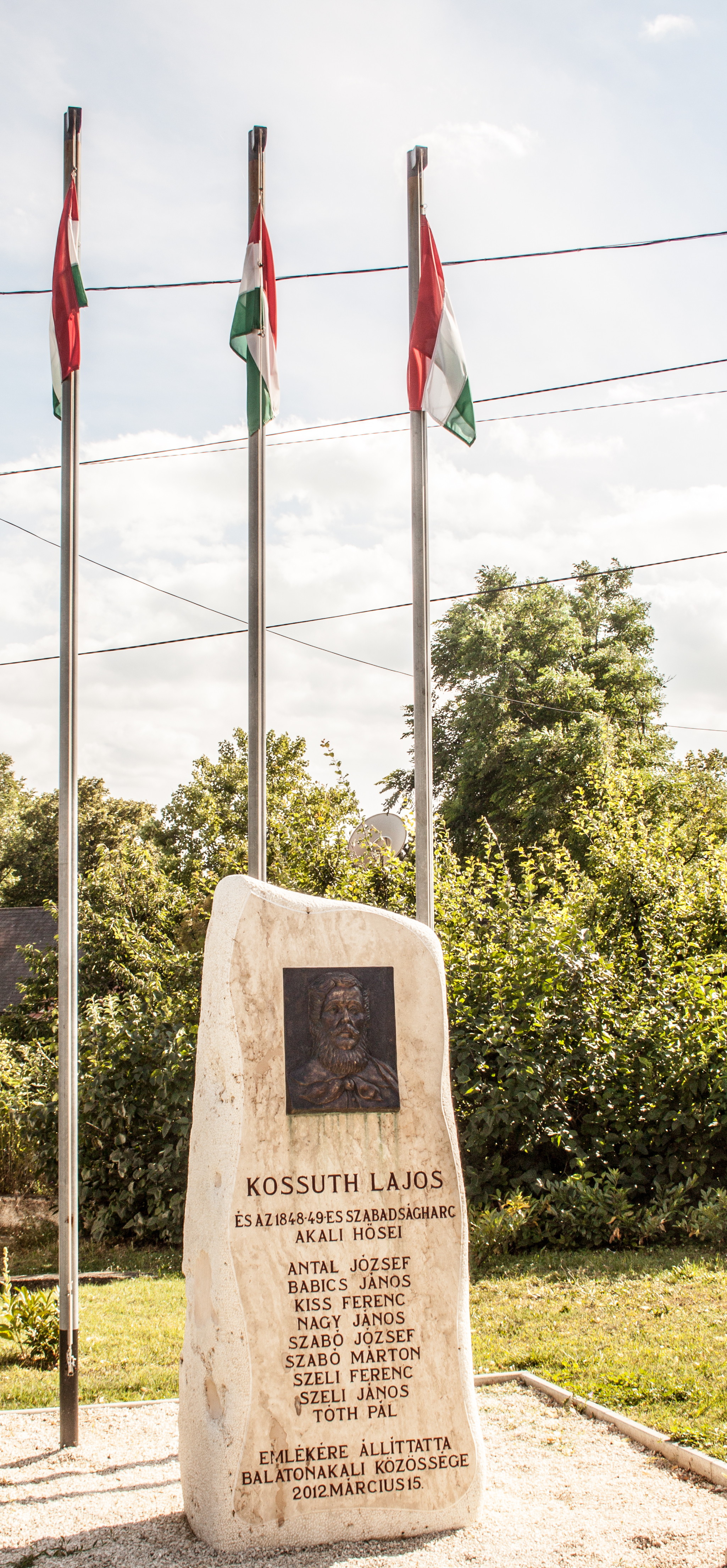
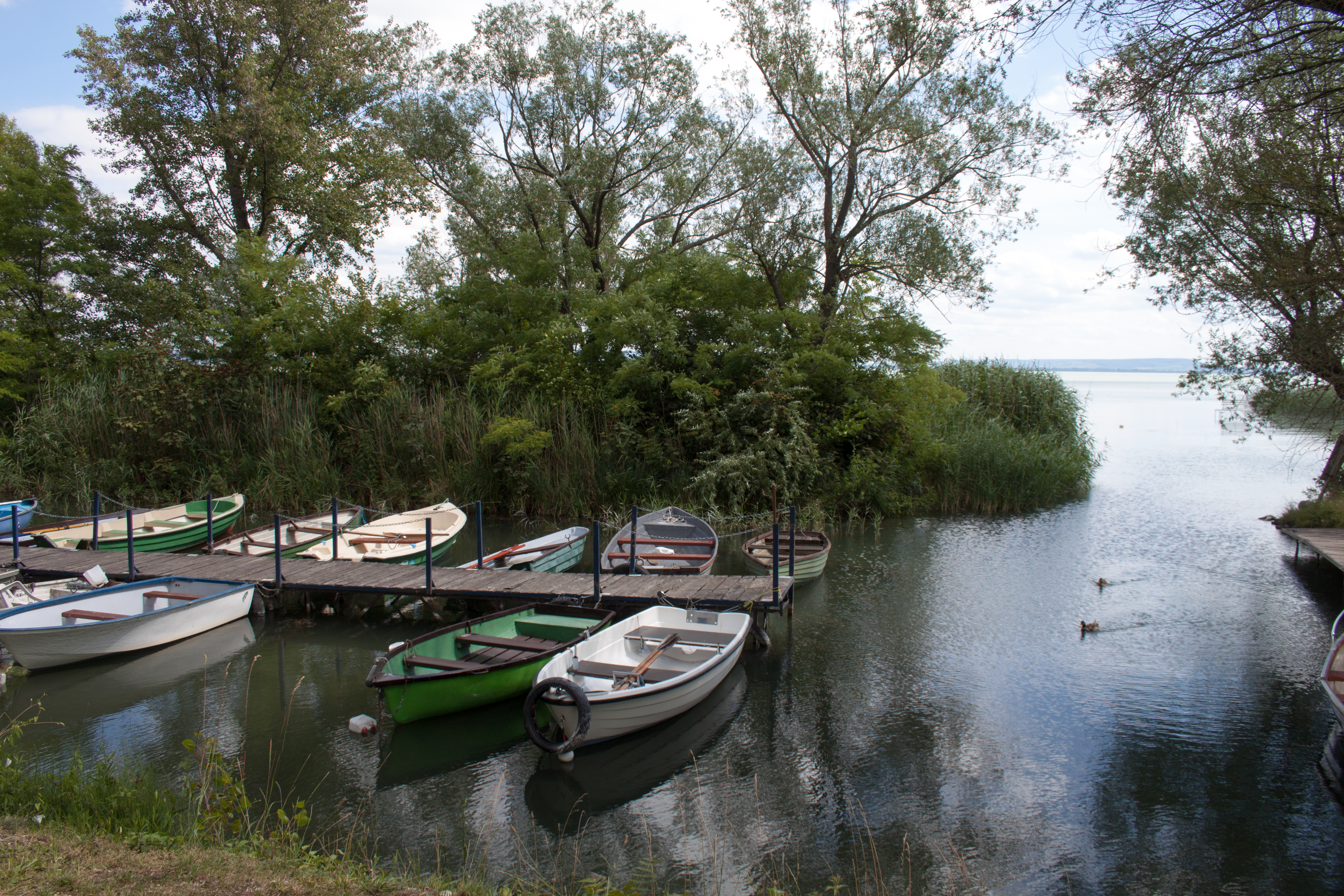

## Testvértelepülések
- Balástya, Magyarország
- Kövend, Románia